# Aperture irregolari
Il termine aperture irregolari raggruppa le aperture scacchistiche caratterizzate dalla prima mossa del Bianco estremamente inusuale, cioè diversa da quelle statisticamente più usate. Esse sono:
- Apertura Anderssen 1.a3
- Apertura Amar (nota anche come apertura Parigi) 1.Ch3
- Apertura Barnes 1.f3
- Apertura Benkő 1.g3
- Apertura Clemenz 1.h3
- Apertura Desprez 1.h4
- Apertura Dunst 1.Cc3
- Attacco Grob (nota anche come apertura Spike) 1.g4
- Apertura Kotroc (noto nei paesi anglosassoni come apertura o attacco Durkin) 1.Ca3
- Apertura Mieses 1.d3
- Apertura Saragozza 1.c3
- Apertura Sokolskij (nota anche come apertura polacca o Orangutan) 1.b4
- Apertura Van't Kruys 1.e3
- Apertura Ware 1.a4

Tali aperture vengono classificate dalla Enciclopedia delle aperture scacchistiche con il codice ECO A00. Si noti che se il Bianco usasse un'apertura regolare ed il Nero rispondesse in maniera inusuale, l'apertura non verrà categorizzata come A00; ad esempio 1.e4 a6 è classificata tra le aperture B.